# سارة بالين

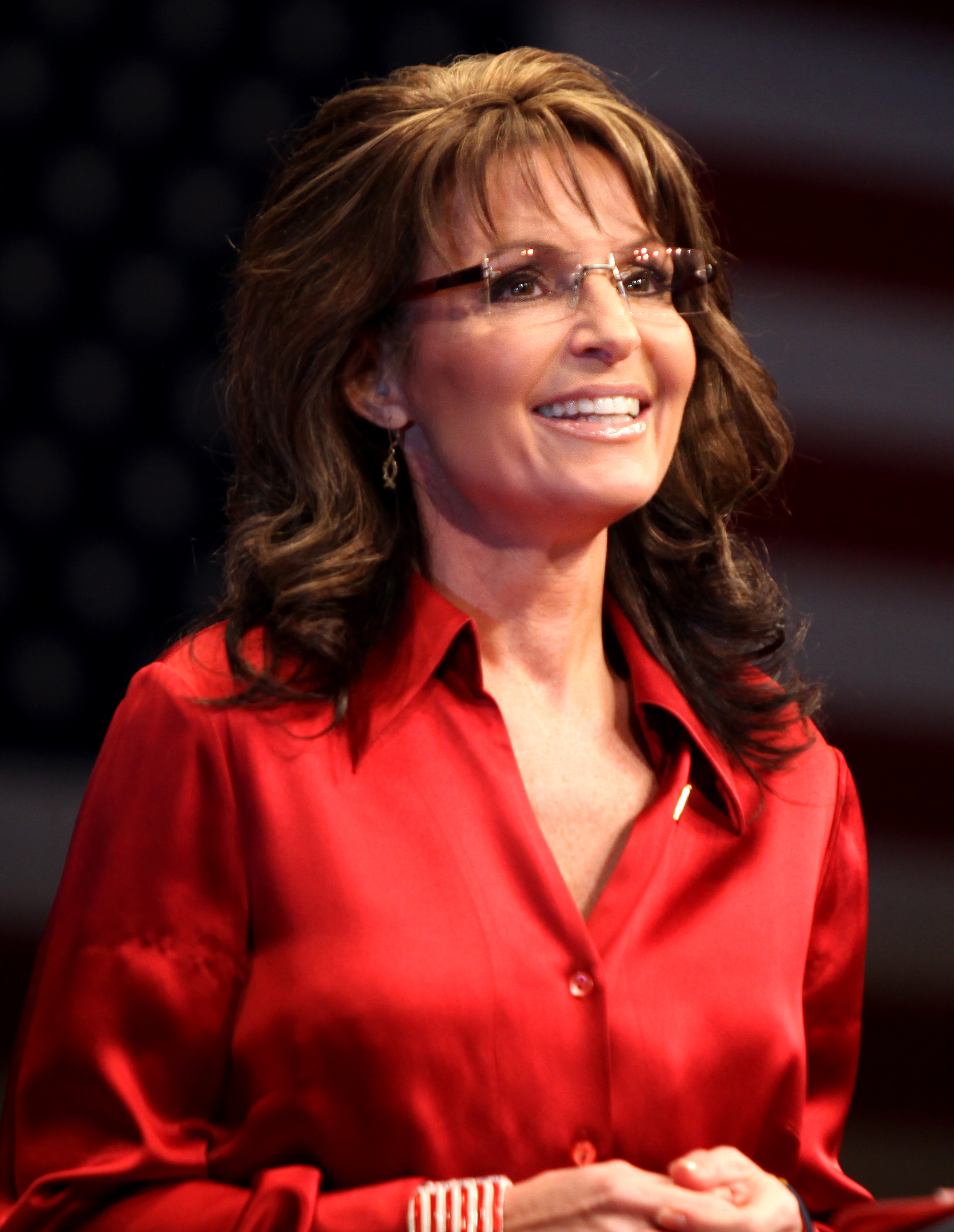
سارة بالين

سارة بالين (بالإنجليزية: Sarah Palin)‏، (ولدت في 11 فبراير 1964-) سياسية أمريكية شغلت منصب حاكم على ولاية ألاسكا ما بين 4 ديسمبر من سنة 2006 إلى أن استقالت من منصب حاكم الولاية في 26 يوليو من سنة 2009. وهي من الحزب الجمهوري. رشحها جون ماكين المرشح للرئاسة الأمريكية عام 2008  لمنصب نائب رئيس الولايات المتحدة عن الحزب الجمهوري.

## الدراسة
بعد تخرجها من المدرسة الثانوية في عام 1982، التحقت بالين بجامعة هاواي في هيلو. وبعد وصولها إلى هاواي بفترة قصيرة، انتقلت إلى جامعة هاواي في المحيط الهادي في هونولولو في الفصل الدراسي في خريف عام 1982 ثم إلى كلية شمال آيداهو، وهي كلية مجتمعية في كوور دي أليني لفصلي الربيع والخريف لعام 1983. [التحقت بالين بجامعة أيداهو في موسكو للعام الدراسي الذي بدأ من أغسطس 1984 ثم حضرت كلية ماتانوسكا سوسيتنا في ألاسكا في خريف عام 1985. عادت بالين إلى جامعة أيداهو في يناير 1986 وحصلت على درجة البكالوريوس في الاتصالات في تخصص الصحافة في مايو 1987. في يونيو 2008، أعطت جمعية الخريجين في كلية شمال ايداهو بالين جائزة الخريج المتميز.

## الحياة المهنية والزواج المبكر
بعد التخرج، عملت بالين كمذيع رياضي ثم عملت كمراسل رياضي لجهة وادي مات سو، لتحقيق طموحها المبكر. في آب / أغسطس 1988، هربت مع حبيبها في المدرسة الثانوية، تود بالين. وبعد ولادة طفلهما الأول في نيسان / أبريل 1989، ساعدت زوجها في نشاطه التجاري في صيد الأسماك.

## الحياة السياسية

### مستشار المدينة
في وقت مبكر مجلس المدينة انتخبت بالين لمجلس مدينة واسيلا في عام 1992، وحصلت على 530 صوتًا مقابل 310. خلال فترة ولايتها في مجلس المدينة وبقية حياتها السياسية، كانت بالين ذات اتجاه جمهوري منذ التسجيل في عام 1982.

### عمدة واسيلا
شغلت بالين منصب رئيس بلدية واسيلا في عام 1996، بعد هزيمة رئيس البلدية الحالي جون شتاين بحصولها على 651 مقابل 440 صوتًا وصف كاتب سيرة حياتها حملتها بأنها تستهدف الإنفاق المفرط والضرائب المرتفعة؛ وقال خصمها شتاين إن بالين عملت على قضايا الإجهاض وحقوق السلاح كمواضيع للحملة..كانت الانتخابات غير حزبية، على الرغم من أن الحزب الجمهوري للدولة قام بإعلانات عن بالين. ثم عملت على إعادة انتخاب شتاين في عام 1999 وفازت ب 909 صوت مقابل 292. في عام 2002، أنهت بالين الفترة الثانية من فترتين متتاليتين لمدة ثلاث سنوات كما يسمح ميثاق المدينة.ثم انتخبت رئيسًا لمؤتمر ألاسكا لرؤساء البلديات في عام 1999.

#### الفترة الأولى
كان لدى بالين منافسا مع مادي سو فالي فرونتيرسمان، وهي صحيفة محلية، وتفيد التقارير أنها شاركت في تحديات الموظفين و «محاولة محبطة لحزم مجلس المدينة» خلال السنة الأولى لها في منصبها. باستخدام الدخل الناتج عن ضريبة المبيعات 2٪ التي وافق عليها الناخبون في واسيلا في أكتوبر 1992، خفضت بالين الضرائب على الممتلكات بنسبة 75٪ وأسقطتها على الممتلكات الشخصية والضرائب جرد الأعمال. وباستخدام السندات البلدية، أدخلت بالين تحسينات على الطرق والمجاري، وزادت التمويل إلى إدارة الشرطة. وأشرفت على إنشاء مسارات جديدة للدراجات وتوفير التمويل لمعالجة مياه العواصف لحماية موارد المياه العذبة. وفي الوقت نفسه، قامت بتقليص ميزانية المتحف المحلي ورفضت الحديث عن إنشاء مكتبة جديدة وقاعة المدينة. الولاية الثانية بعد فترة وجيزة من توليها المنصب في تشرين الأول / أكتوبر 1996، ألغت بالين منصب مدير المتحف، وطلبت الحصول على السيرة الذاتية المستكملة وخطابات الاستقالة من «رؤساء أقسام المدينة الذين كانوا موالين لشتاين»، بمن فيهم رئيس الشرطة ومدير الأشغال العامة، المدير المالي، وأمين المكتبة. وذكرت بالين أن هذا الطلب من أجل معرفة نواياهم وما إذا كانوا يدعمونها أم لا. وطلبت مؤقتًا من رؤساء الأقسام الحصول على موافقتها قبل التحدث إلى الصحفيين، قائلةً إنهم بحاجة أولًا إلى التعرف على سياسات إدارتها. أنشأت منصب مدير المدينة وخفضت راتبها الخاص البالغ 68,000 دولار بنسبة 10٪، على الرغم من أنه تم عكس ذلك من قبل مجلس المدينة بحلول منتصف عام 1998وفي تشرين الأول / أكتوبر 1996، سألت بالين مديرة المكتبة ماري إلين إمونس هل ستعترض على إزالة كتاب من المكتبة إذا كان الناس يريدون إزالة الكتاب. ردت إيمونس أنها سوف تفعل ذلك، وغيرها أيضًا سيفعل. قالت بالين أنها لم تقترح الرقابة، ولكنها كانت تناقش العديد من القضايا مع موظفيها «بطبيعية ذات طابع واقعي». لم تبذل أي محاولة لإزالة الكتب من المكتبة خلال فترة ولاية بالين. قالت بالين أنها فصلت رئيس الشرطة إيرل ستامبو من منصبه لأنه لم يدعم تمامًا جهودها الرامية إلى حكم المدينة. قدم ستامبو دعوى قضائية تزعم فصله غير المشروع وانتهاك حقوقه في حرية التعبير.رفض القاضي دعوى ستامبو، معتبرًا أن رئيس الشرطة يخدم وفقًا لتقدير رئيس البلدية، والديًبإمكانخ فصله من منصبه لأي سبب تقريبًا، حتى لأسبابسياسية، وأمر ستامبو بدفع رسوم المحاكمة القانونية.

#### الفترة الثانية
خلال فترة ولايتها الثانية كرئيس بلدية، اقترحت بالين وشجعت على بناء مركز رياضي يتم تمويله من خلال زيادة ضريبة المبيعات بنسبة 0.5٪ و 14.7 مليون دولار إجمالي إصدار السندات. وافق الناخبون على هذا الإجراء بنسبة 20 صوتًا، وتم بناء مجمع واسيلا الرياضي متعدد الاستخدامات (الذي سمي في وقت لاحق مركز كورتيس مينارد الرياضي التذكاري) في الوقت المحدد وتحت الميزانية المحددة. ومع ذلك، أنفقت المدينة مبلغ إضافي قدره 1.3 مليون دولار بسبب دعوى قضائية بارزة سببها فشل المدينة في الحصول على ملكية واضحة للعقار قبل البدء في البناء. وازدادت الديون الطويلة الأجل للمدينة من حوالي مليون دولار إلى 25 مليون دولار بسبب نفقات قدرها 15 مليون دولار للمجمع الرياضي و 5.5 ملايين دولار لمشاريع الشوارع و 3 ملايين دولار لمشاريع تحسين المياه. ووصفت صحيفة وول ستريت جورنال هذا المشروع بأنه «فوضى مالية». دافع عضو في مجلس المدينة عن زيادة الإنفاق على النحو الذي استلزمه نمو المدينة خلال تلك الفترة. كما انضمت بالين إلى المجتمعات المحلية المجاورة في استئجار شركة روبرتسون ومقرها أنكوريج (مونوبل & إيسيتوغو) للضغط من أجل الحصول على الأموال الفدرالية. وحصلت الشركة على ما يقرب من 8 ملايين دولار في شكل مخصصات لحكومة مدينة واسيلا، بما في ذلك 500,000 دولار لملجأ للشباب، و 1.9 مليون دولار لمركز النقل، و 900,000 دولار لإصلاح المجاري.في عام 2008، اعتمد رئيس بلدية واسيلا الحالي تخفيضات ضريبة الأملاك بنسبة 75٪ وتحسين البنية التحتية مع بناء «مخازن كبيرة» و 50,000 متسوق يوميًا إلى واسيلا.

### على مستوى الدولة
في عام 2002، ترشحت بالين للترشيح الجمهوري لشغل منصب حاكم ملازم، وجاء في المركز الثاني لورين ليمان في انتخابات جمهوريية خماسية. بعد هزيمتها، قامت بحملة في جميع أنحاء الولاية لتعيين الحاكم الجمهوري -فرانك موركوسكي وليمان. [وفاز موركوسكي وليمان، ثم استقال موركوسكي من مقعده في مجلس الشيوخ الاميركي في كانون الأول / ديسمبر 2002 لتولي منصب الحاكم. طمحت بالين أن تكون على «القائمة القصيرة» من المعينين لمقعد مجلس الشيوخ الأمريكي، وولكن عين موركوفسكى في نهاية المطاف ابنته، ممثلة الدولة ليزا موركوفسكى، خلفًا له في مجلس الشيوخ. عرض المحافظ موركوسكي وظائف أخرى على بالين، وفي فبراير 2003 قبلت تعيينًا للجنة ألاسكا للنفط والغاز، التي تشرف على حقول النفط والغاز في ألاسكا من أجل السلامة والكفاءة. في حين كان لديها القليل من الخلفية في المنطقة، وقالت انها تريد معرفة المزيد عن صناعة النفط، وكان منصبها هورئيس اللجنة والمشرف الأخلاقي. وبحلول نوفمبر / تشرين الثاني 2003 كانت ترفع شكوى غير علنية مع النيابة العامة والمحافظ ضد عضو اللجنة زميلها راندي رودريتش، وهو مهندس نفط سابق ومان يمثل في ذلك الوقت رئيس الحزب الجمهوري للدولة. وقد أجبر على الاستقالة في نوفمبر / تشرين الثاني 2003. استقالت بالين في يناير كانون الثاني عام 2004، وطرحت احتجاجاتها ضد «انعدام الأخلاق» الخاص براندي إلى الساحة العامة عن طريق تقديم شكوى إلى النائب العام ضد رودريتش، الذي غُرِّم آنذاك 12،000دولار. انضمت إلى المشرع الديمقراطي إيريك كروفتفي تقديم الشكوى ضد جريج رينكس، النائب العام في ألاسكا، والذي كان لديه تضارب المصالح المالية في التفاوض على اتفاقية تجارية لتصدير الفحم. استقال رينكس أيضًا منصبه. في الفترة من 2003 إلى يونيو 2005، كانت بالين واحدة من ثلاثة مديري «شركة تيد ستيفنز المتميزة في الخدمة العامة،»، وهي مجموعة تهدف إلى توفير التدريب السياسي للنساء الجمهوريات في ألاسكا. في عام 2004، قالت بالين لأنكوراج ديلي نيوز أنها قررت عدم الترشح لمجلس الشيوخ الأمريكي في ذلك العام ضد ليزا موركوسكي، العضوة في الحزب الجمهوري، لأن ابنها المراهق عارضها. وقالت بالين: «كيف يمكن أن أكون أمي الفريق إذا كنت سيناتور الولايات المتحدة؟»

## حاكم ألاسكا
في عام 2006، على منصة الحكومة النظيفة، هزم تبالين الحاكمة الحالية فرانك موركوسكي. وكان زميلها في العمل هو شون بارنيل. في انتخابات تشرين الثاني / نوفمبر كانت بالين نائمة ولكنها انتصرت، وهُزم الحاكم الديمقراطي السابق توني نولز بفارق 48.3٪ إلى 40.9٪. [أصبحت أول حاكمة في ألاسكا، وفي سن ال 42، أصبحت أصغر حاكم في تاريخ ألاسكا، وأول حاكم للولاية ولد بعد أن انضمت ألاسكا إلى الولايات المتحد. تولت بالين منصبها في 4 ديسمبر 2006، وكانت خلال معظم فترة ولايتها ذات شعبية عالية مع الناخبين في ألاسكا. وأظهرت استطلاعات الرأي التي أجريت في عام 2007 أنها تحوز شعبية 93٪ و 89٪ بين جميع الناخبين، مما دفع بعض وسائل الإعلام إلى تلقيبها «الحاكم الأكثر شعبية في أمريكا». أفاد استطلاع للرأي أُجري في أواخر سبتمبر 2008 بعد أن تم تسمية بالين الحاكم الأكثر شعبية في أمريكا الجمهوريين أن شعبيتها في ألاسكا بنسبة 68٪. كما أظهر استطلاع للرأي أجري في أيار / مايو 2009 أن شعبية بالين في ألاسكا كانت 54٪ إيجابية و 41.6٪ سلبية. وأعلنت بالين أن أولويات إدارتها العليا هي تنمية الموارد والتعليم وتنمية القوى العاملة والصحة العامة والسلامة العامة والنقل وتطوير البنية التحتية. وقد دافعت عن إصلاح الأخلاقيات خلال حملتها الانتخابية. وكان أول إجراء تشريعي لها بعد توليها منصبها هو دفع مشروع قانون الإصلاح الأخلاقي بين الحزبين. ووقعت على التشريع الناتج في يوليو 2007، ووصفته بأنها «خطوة أولى»، وأعلنت أنها لا تزال مصممة على تنظيف سياسة ألاسكا.وكثيرًا ما احتكت بالين مع المؤسسة الجمهورية في ألاسكا. على سبيل المثال، أيدت بارنيل محاولة إطاحة الممثلة الأمريكية الطويلة الأمد، دون يونغ، وطعنت علنًا في ذلك الحين. ضغطت على السناتور تيد ستيفنز للحضوع للتحقيق الاتحادي في تعاملاته المالية. وقبل فترة وجيزة من صدور لائحة الاتهام الصادرة في يوليو / تموز 2008، عقدت مؤتمرًا صحفيًا مشتركًا مع ستيفنز، وصفته صحيفة واشنطن بوست بأنها تهدف إلى «أنها لم تتخل عنه سياسيًا». وشجعت على تطوير موارد النفط والغاز الطبيعي في ألاسكا، بما في ذلك الحفر في الملجأ الوطني للحياة البرية (أنور). وقد أثارت مقترحات لحفر النفط في مؤتمر النقاش الوطني. في عام 2006، حصلت بالين على جواز سفر وفي عام 2007 سافر لأول مرة خارج أمريكا الشمالية في رحلة إلى الكويت. وزارت هناك معبر الخباري العوازم على الحدود الكويتية العراقية والتقت بأعضاء الحرس الوطني في ألاسكا في عدة قواعد. في رحلة عودتها زارت الجنود المصابين في ألمانيا.

### الميزانية، والإنفاق، والأموال الاتحادية
في يونيو 2007، وقعت بالين ميزانية قياسية بقيمة 6.6 مليار دولار. وفي الوقت نفسه، استخدمت حق النقض في إجراء ثاني أكبر تخفيضات في الميزانية الرأسمالية في تاريخ الدولة. وتمثل التخفيضات البالغة 237 مليون دولار أكثر من 300 مشروع محلي وخفضت الميزانية الرأسمالية إلى 1.6 مليار دولار. وفي عام 2008، اعترضت بالين على قد الميزانية 286 مليون دولار، مما خفض التمويل ل 350 مشروعًا من الميزانية الرأسمالية للسنة المالية 2009 . تابعت بالين وعد حملة لبيع طائرة ويستويند إي، وهو شراء قامت به إدارة موركوسكي مقابل 2.7 مليون دولار في عام 2005 مقابل رغبات السلطة التشريعية. في أغسطس 2007، تم رصد بيع الطائرة على موقع E-bay، وبيعت الطائرة لاحقًا بمبلغ 2.1 مليون دولار من خلال شركة وساطة خاصة.

#### نفقات المحافظات
عاشت بالين في جونيو خلال الدورة التشريعية في واسيلا وعمل من المكاتب في مرسى بقية السنة. وبما أن المكتب في أنكوريج يقع على بعد 565 ميلاة ا من جونو، بينما كانت تعمل هناك، قال مسؤولون حكوميون أنه سُمح لها بالحصول على بدل السفر اليومي البالغ 58 دولارًا، والذي بلغ ما مجموعه 16,951 دولار، وتسديد تكاليف الفنادق التي فعلتها، وذلك بدلا من القيادة نحو 50 ميلًا إلى منزلها في واسيلا. وانتخبت بعدم استخدام الشيف الخاص للحاكم السابق. وانتقد الجمهوريون والديمقراطيون بالين لأخذ بدل الإقامة اليومي و 43,490 دولار في نفقات السفر في المناسبات التي رافقتها فيها عائلتها في أعمال الدولة. رد موظفو بالين بأن هذه الممارسات تتماشى مع سياسة الدولة، وأن نفقاتها تقل عن 80٪ من نفقات موركوفسكي، سلفها، وأن «العديد من المئات من الدعوات التي تلقتها بالين تتضمن طلبات لها لإحضار عائلتها، ووضع تعريف» أعمال الدولة«مع الطرف الذي يرسل الدعوة». وفي فبراير / شباط 2009، قررت ولاية ألاسكا، التي عكست سياسة التعامل مع المدفوعات كنفقات تجارية مشروعة بموجب قانون الإيرادات الداخلية، أنه سيتم التعامل مع الرسوم المدفوعة لموظفي الدولة للإقامة في منازلهم كدخل خاضع للضريبة، وسيتم إدراجها في إجمالي دخل الموظفين على نماذج W-2. كانت بالين نفسها قد أمرت بمراجعة السياسة الضريبية. في ديسمبر 2008، أوصت لجنة ولاية ألاسكا بزيادة الراتب السنوي للمحافظ من 125,000 دولار إلى 150,000 دولار. وذكرت بالين أنها لن تقبل رفع الأجور. وردًا على ذلك، أسقطت اللجنة التوصية.

#### التمويل الاتحادي
في الخطاب الذي ألقته في 17 يناير / كانون الثاني 2008، أعلنت بالين أن سكان ألاسكا«يجب أن يواصلوا تطوير اقتصادنا، لأننا لا نستطيع ولا يجب أن نعتمد اعتمادًا كبيرًا على تمويل الحكومة الاتحادية». خفض ممثلو الكونغرس الاتحادي في ألاسكا طلبات مشروع لحم الخنزير خلال فترة بالين كحاكم؛ على الرغم من ذلك، في عام 2008 كانت ألاسكا أكبر مستفيد من المخصصات الاتحادية، وطلبت ما يقرب من 750 مليون دولار في الإنفاق الاتحادي الخاص على مدى عامين. وفي حين لا توجد ضريبة مبيعات أو ضريبة دخل في ولاية ألاسكا، فإن عائدات الإتاوات من حقل النفط في برودوي باي (التي تتألف في معظمها من أراضي مملوكة للدولة) مولت ميزانيات كبيرة للدولة منذ عام 1980، حيث كانت المبالغ الدقيقة تعتمد إلى حد كبير على سعر النفط السائد . ونتيجةً لذلك، تضاعفت إيرادات الدولة إلى 10 مليارات دولار في عام 2008. وبالنسبة لميزانية عام 2009، قدم بالين قائمة تضم 31 من الأرصدة الفدرالية المقترحة أو طلبات التمويل، بلغ مجموعها 197 مليون دولار، إلى السيناتور الأمريكي الكبير تيد ستيفنز. وذكرت بالين أن دعمها المتناقص للتمويل الاتحادي كان مصدرًا للخلافات بينها وبين وفد الكونجرس في الولاية؛ وطلبت بالين تمويلا اتحاديًا أقل من العام الذي طلبه سلفها فرانك موركوسكي في العام الماضي.

#### جسر اللامكان
في عام 2005، قبل انتخاب بالين حاكمة لألاسكا، أصدر الكونغرس مشروع قانون إنفاق شامل يتضمن مبلغًا قدره 442 مليون دولار لبناء جسور ألاسكا. وقد حظي جسر جزيرة غرافينا، الذي يهدف إلى إقامة صلة بين مطار كيتشيكان في جزيرة غرافينا ومدينة كيتشيكان بتكلفة قدرها 233 مليون دولار من أموال المنح الاتحادية، باهتمام على الصعيد الوطني كرمز للإنقاق على مشروع لحم الخنزير. وبما أن الجزيرة يبلغ عدد سكانها 50 نسمة فقط، أصبح الجسر يعرف باسم «جسر اللامكان». وأدى الاستفتاء العام إلى إخراج مخصصات ذلك المشروع من الكونجرس، ولكن الإبقاء على الأموال المخصصة إلى ألاسكا كجزء من صندوق النقل العام. في عام 2006 وقالت بالين أنها «لن تسمح للمعارضين بتحويل هذا المشروع ... إلى شيء ما هو سلبي جدا». انتقدت بالين استخدام كلمة «لا مكان» ووصفتها بأنها مهينة للسكان المحليين وحثت المواطنين على العمل السريع لبناء البنية التحتية «في حين يقدم وفد الكونغرس وضع قوي للمساعدة». وباعتبارها حاكمًا للولاية، ألغت بالين مشروع جسر جزيرة غرافينا في سبتمبر / أيلول 2007، قائلةً إن الكونغرس «لم يهتم كثيرًا بإنفاق المزيد من المال» بسبب «بعض الصور غير الدقيقة للمشاريع». ولم تعيد ألاسكا مبلغ 442 مليون دولار . في عام 2008، بصفتها مرشحةً لمنصب نائب الرئيس، وصفت بالين موقفها بأنها قالت للكونجرس «شكرًا، على بناء هذا الجسر الذي سُمي بجسر اللا مكان». وقال عدد من سكان كيتشيكان إن الادعاء كاذب وخيانة لدعم بالين السابق لمجتمعهم. وقال بعض النقاد إن بيانها مضلل، لأنها أعربت عن دعمها لمشروع الإنفاق وأبقت الأموال الاتحادية بعد إلغاء المشروع. انتُقدت بالين للسماح ببناء طريق وصول بطول 3 أميال، تم بناؤه بتكلفة قدرها 25 مليون دولار في أموال النقل الفيدرالية جانبًا كجزء من مشروع الجسر الأصلي، لمواصلة العمل. وقال متحدث باسم وزارة النقل في ألاسكا أنه في إطار سلطة بالين إلغاء مشروع الطريق، لكنه لاحظ أن الدولة تدرس تصاميم أرخص لاستكمال مشروع الجسر، وأنه على أية حال، فإن الطريق سيفتح الأراضي المحيطة بالتنمية .

#### أنابيب الغاز
في آب / أغسطس 2008، وقعت بالين مشروع قانون يأذن لولاية ألاسكا بمنح خط أنابيب ترانسكانادا لتلبية متطلبات الدولة والترخيص اللازم للبناء وتشغيل خط أنابيب لنقل الغاز الطبيعي من منحدر ألاسكا الشمالي إلى الولايات المتحدة القارية من خلال كندا. وتعهد الحاكم أيضًا بتقديم 500 مليون دولار لدعم المشروع. وقد قُدِّر أن المشروع سيكلف 26 مليار دولار. ووصفت مجلة نيوزويك المشروع بأنه «الإنجاز الرئيسي لسارة بالين كحاكم ألاسكا». واجه خط الأنابيب أيضًا تحديات قانونية من الحكومة الكندية.

#### برنامج مراقبة الحيوانات المفترسة
في عام 2007، دعمت بالين إدارة ألاسكا للأسماك وألعاب الصيد في عام 2003، مما سمح بصيد الذئاب كجزء من برنامج مراقبة الحيوانات المفترسة الذي يهدف إلى زيادة دخل لجمعي الكفاف والغذاء والصيادين الآخرين. وفي آذار / مارس 2007، أعلن مكتب بالين أنه سيتم دفع مكافأة قدرها 150 دولارا لكل ذئب يتم صيده في خمس مناطق في ألاسكا لتعويض تكاليف الوقود. وفي السنوات الأربع السابقة، قتل حوالي 607 ذئب. أراد علماء الأحياء في الولاية قتل 382 إلى 664 ذئب بحلول نهاية موسم السيطرة على الحيوانت المفترسة في أبريل 2007. وقد رفع ناشطو الأحياء البرية دعوى قضائية ضد الدولة، وأعلن قاض في الولاية أن هذه الجريمة غير قانونية على أساس أنه يجب تقديم مكافأة من قبل مجلس الألعاب وليس من قبل قسم الأسماك وألعاب الصيد. في 26 أغسطس 2008، صوّت سكان ألاسكا ضد إنهاء برنامج مراقبة الحيوانات المفترسة للدولة.

#### مفوض السلامة العامة
أقالت بالين مفوض السلامة العامة والت مونيغان في 11 يوليو / تموز 2008، مشيرا إلى القضايا المتعلقة بالأداء، مثل عدم وجود «لاعب فريق في قضايا الموازنة» و «سلوك المارقة الشنيع». وقال المحامي بالين توماس فان فلين أن «القشة الأخيرة» كانت رحلة مونيغان المقررة إلى واشنطن العاصمة، للحصول على تمويل لمبادرة جديدة للاعتداء الجنسي بقيمة ملايين الدولارات لم يوافق عليها الحاكم بعد. وقال مونيجان إنه قاوم الضغط المستمر من بالين وزوجها وموظفيها، بمن فيهم النائب العام للدولة تاليس ج. كولبيرج، لإطلاق النار على شقيق زوجته السابق، والجنرال مايك ووتن، ووتن شارك في معركة حضانة الأطفال مع شقيقة بالين بعد الطلاق المرير الذي شمل تهديد الموت المزعوم ضد والد بالين. وفي إحدى النقاط، استأجرت سارة وتود بالين محققا خاصا لجمع المعلومات، سعيا إلى تأديب ووتن رسميا. وذكر مونيغان أنه تعلم أن تحقيقا داخليا قد وجد أن جميع الادعاءات ما عدا اثنتين لا أساس لها من الصحة، وقد تم تأديب ووتن للآخرين - وهو قتل غير قانوني للأوساخ وتهريب ابنه البالغ من العمر 11 عاما، الذي ذكر أنه طلب منه أخبر بالينز أنه لا يوجد شيء يستطيع فعله بسبب إغلاق المسألة. عندما اتصلت به الصحافة للتعليق، اعترف مونيجان أولا بالضغط لإطلاق النار فوتن لكنه قال إنه لا يمكن أن يكون على يقين من أن إطلاق النار له كان متصلا بهذه القضية؛ وأكد في وقت لاحق أن الخلاف حول ووتن كان سببا رئيسيا له اطلاق النار. وقد ذكر بالين في 17 يوليو / تموز أن مونيجان لم يتعرض للضغوط لإطلاق النار على ووتن، ولم يرفض لعدم القيام بذلك. وقال مونيجان ان موضوع ووتن جاء عندما دعا بالين لحفلة عيد ميلاد ابن عمه عضو مجلس الشيوخ ليمان هوفمان في فبراير 2007 خلال الدورة التشريعية في جونو. وقال مونيجان «عندما كنا نسير الدرج في مبنى الكابيتول كانت تريد التحدث معي عن زوجها السابق». «قلت، سيدتي، أنا بحاجة إلى أن أبقيك على ذمة مع هذا، لا أستطيع التعامل معه» وقالت: «حسنا، هذه فكرة جيدة». وقال بالين انه «لم يكن هناك ضغوط على الإطلاق على المفوض مونيجان لتوظيف أو اطلاق النار على اى شخص في اى وقت ولم اسيء استخدام صلاحيات مكتبي ولا اعرف كيف يكون أكثر صراحة وصراحة ونزاهة ولكن اقول ان اقول لكم ان أي ضغط كان من أي وقت مضى على أي شخص لاطلاق النار على أي شخص.» قدم تود بالين حسابا مماثلا. وفي 13 أغسطس / آب، أقرت بأن أكثر من اثني عشر عضوا في إدارتها قد وجهوا أكثر من عشرين مكالمة في هذا الشأن إلى العديد من مسؤولي الدولة. وتقول: «أضطر الآن إلى إخبار ألاسكان بأن مثل هذا الضغط كان يمكن أن ينظر إليه على أنه موجود، على الرغم من أنني أصبحت الآن على بينة من ذلك». وقال بالين إن «العديد من هذه الاستفسارات كانت مناسبة تماما، إلا أن الطابع المتسلسل للاتصالات يمكن أن ينظر إليه على أنه نوع من الضغط، ويفترض أن يكون في اتجاهي». حصل تشاك كوب، الذي عينه بالين ليحل محل مونيجان كمفوض للسلامة العامة، على مبلغ 10 آلاف دولار لحزمة قطع الدولة بعد استقالته بعد أسبوعين فقط من العمل. استقال كوب، رئيس شرطة كيناي السابق، يوم 25 يوليو بعد الكشف عن شكوى التحرش الجنسي لعام 2005 ورسالة توبيخ ضده. قال مونيجان إنه لم يحصل على حزمة قطع من الدولة.

## توجهاتها السياسية
تنتمي إلى تيار المحافظين في الحزب الجمهوري، وهي من المعارضين للإجهاض كما أنها ترفض زواج المثليين، لكن المحكمة العليا لولاية ألاسكا أجبرتها على المصادقة على منح زواج المثليين نفس معاملة الزواج العادي.
وتتعرض بالين للانتقاد من دعاة حماية البيئة بسبب تأييدها للتوسع في التنقيب عن النفط في ألاسكا. ويعيب البعض عليها ما وصفوه بجهلها بالسياسة الخارجية.
ولبالين العديد من المواقف السياسية والعلاقات التي سببت لها بعض المتاعب في الانتخابات الرئاسية. حيث أنها كان تدعو إلى انفصال ألاسكا عن الولايات المتحدة. بالإضافة إلى قولها أن الحروب التي تقوم بها الولايات المتحدة المريكية حروب مقدسة بأمر إلهى وذلك في خطابات كانت تلقيها في الكنائس وقد سجل أحدها.
خلال الحملة الانتخابية الرئاسية لعام 2008 أثارت بالين المزيد من الجدل لنقص كفائتها السياسية بالإضافة إلى جهلها فيما يتعلق بالمعلومات التاريخية والجغرافيا، فقد صرح أحد القائمين على حملة ماكين بأن بالين كانت تظن أن أفريقيا دولة وليست قارة، ولم تكن تعلم من هو رئيس وزراء كندا وهو ما جعلها مادة للسخرية لا سيما من قبل نجوم الكوميديا.

## حياتها الشخصية

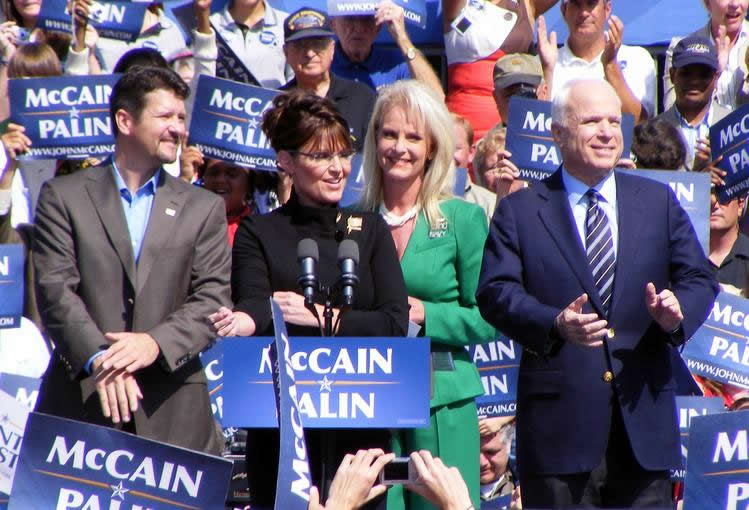
من اليسار إلى اليمين: تود بالين، وسارة بالين، وسيندي ماكين، وجون ماكين.

بالين متزوجة من تود بالين منذ عام 1988 ولديهما خمسة أبناء (ولدان وثلاث بنات) وهم تراك (مواليد 1989) وبريستول (مواليد 1990) وويللو (مواليد 1994) وبايبر (2001) وتريغ (2008). ابنها الأصغر تريغ مصاب بمتلازمة داون.
أعلنت بالين بعد قبول ترشحها لمنصب نائب الرئيس أن ابنتها المراهقة بريستول حامل من صديقها ليفي جونستون وسيتزوجان قريباً وكان عمرها آنذاك 17 عاماً، وأثارت استياء المحافظين الذين يؤمنون بالزواج قبل الإنجاب، وأكدت بالين في أكثر من مناسبة رفضها تدريس الثقافة الجنسية في مدارس ألاسكا. ووضعت بريستول مولوداً ذكراً في ديسمبر 2008 وسُمي تريب جونستون لكنها لم تتزوج والد طفلها.

## روابط خارجية
- سارة بالين على موقع IMDb (الإنجليزية)
- سارة بالين على موقع الموسوعة البريطانية (الإنجليزية)
- سارة بالين على موقع مونزينجر (الألمانية)
- سارة بالين على موقع إن إن دي بي (الإنجليزية)
- سارة بالين على موقع قاعدة بيانات الفيلم (الإنجليزية)